# أجاق قشلاق خروسلو (أنجيرلو)
أجاق قشلاق خروسلو (بالفارسية: اجاق قشلاق خروسلو) هي مستوطنة تقع في إيران في قسم أنجیرلو الريفي. يقدر عدد سكانها بـ 188 نسمة .